# Laelaptiella cultrata
Laelaptiella cultrata är en spindeldjursart som beskrevs av Wolfgang Karg 1993. Laelaptiella cultrata ingår i släktet Laelaptiella och familjen Ologamasidae. Inga underarter finns listade i Catalogue of Life.